# 失衡凶間之罪與殺
《失衡凶間之罪與殺》（英語：Tales from the Occult：Body and Soul）是2023年香港超自然驚慄恐怖懸疑電影，為《失衡凶間》的續篇。由許學文、陳翊恆、黃千殷聯合執導，林嘉欣、衛詩雅、劉俊謙、蔡思韵、黃又南、朱栢康、朱鑑然及胡子彤主演，陳毅燊特別介紹。本篇章結合三個詭異短篇故事：《頭髮》、《貓劫》及《闇室》，解構執念成狂，引發暗黑人性的失衡意念。本片同時獲邀成為「第26屆富川國際奇幻電影節」及「第7屆倫敦東亞電影節」參展電影。
本片由電影發展基金轄下的「電影製作融資計劃」（放寬版）提供部分融資製作的電影之一，並於2023年5月25日在香港正式公映。

## 故事

### 《頭髮》
導演：許學文
標題：情「頭」意合，一「髮」不可收拾⋯
過氣偶像 Maggie（衛詩雅 飾），初出道的一支美髮廣告廣為人知，可惜後勁不繼。一次難得的電影試鏡機會，燃起她東山再起的渴望。在試鏡前夕，Maggie 在私人派對中被作弄燒焦頭髮。為挽救她的「美髮」星途，找到一家半夜未打烊的髮型屋，店主何生（黃又南 飾）對護髮有異常心得。沒料到，這竟成為她人生最暗黑的一夜。

### 《貓劫》
導演：陳翊恆
標題：籠牢關的應該是虐畜者…
城中虐貓案不斷，動物保護義工Nora（蔡思韵 飾）與Aaron（陳毅燊 飾）不單經營貓舍收留棄養，更四出拯救貓隻。追查虐貓者行蹤的Johnnie（朱鑑然 飾），告知在坊間流傳有「貓眼人」出沒的廢墟，發現了大量貓隻殘肢。三人冒險夜探廢墟，沒料到虐貓狂徒的下一個目標，竟不是貓。

### 《闇室》
導演：黃千殷
標題：魔鬼之路 由「愛」開始
牙科護士心瑤（林嘉欣 飾）在一次街頭事端中與廚師國軒（劉俊謙 飾）成為朋友。國軒到診所檢查牙齒時，被喜歡心瑤的牙醫 Steve（朱栢康 飾）施虐折磨。心瑤深感內疚，前往探望，卻察覺到國軒精神不穩。翌日，Steve 被發現在診所陳屍血泊遇害，嫌疑犯呼之欲出⋯⋯

## 演員

### 《頭髮》
| 演員   | 角色    | 介紹 |
| 衛詩雅 | Maggie  | 女團成員。入行多年，卻半紅不黑的過氣偶像。曾憑出道時的「美髮廣告」登上她事業唯一高峰，故把得天獨厚的秀髮，視為事業翻盤的命根。後來成為何生的客人，但被何生迷暈及扯去前額頭髮，她發現後在盛怒下勒死何生。 |
| 黃又南 | 何生    | 理髮師，Chemistry髮型屋的店東。性格沉默孤僻，對長髮女士有癖好。扯去Maggie前額頭髮後，欲殺害她，但被她在盛怒下勒死。                                                                                      |
| 張凱娸 | Coco    | 夜場女郎，何生的客人。深夜偶然進入髮型屋，後被何生迷暈下殺害及扯去頭髮作標本。 |
| 張松枝 | 東哥    | 收樓員，強迫何生簽署同意遷出通知書，否則切斷水電供應及公開其禁錮女性的惡行。 |
| 魏秋樺 | Pauline | 資深藝人，人稱「Pauline姐」。在劇中飾演「大婆」，掌摑飾演「小三」的Maggie，乘機欺負她。 |
| 周祉君 | Bryon   | Maggie之朋友，介紹她給Jason認識，以便Jason推介工作給她。 |
| 黃溢濠 | Jason   | 富家子。Bryon之朋友。虐待狂，要求Maggie留下頭髮作紀念，但被Maggie拒絕，叫Kelvin燒Maggie頭髮報復。 |
| 張裕東 | Kelvin  | Jason之朋友。Jason要求Maggie留下頭髮作紀念，但被Maggie拒絕，叫他燒Maggie頭髮報復。 |

### 《貓劫》
| 演員                | 角色    | 介紹 |
| 蔡思韵              | 文希洛  | Nora 貓義工兼「貓舍」負責人。對動物充滿愛心，做人率性，喜坐言起行，因愛貓「波波」曾遭殺害而患上情緒病，須服精神科藥物，並成立義工隊，阻止虐貓者的暴行。被Johnnie及Aaron同時暗戀，後被Johnnie及Sake綁架及企圖殺害，但被Aaron救回。最後她與Aaron合作，用私刑去懲罰虐貓人士。 |
| 朱鑑然              | Johnnie | 文希洛的下屬，Aaron的情敵。高富帥兼備的愛貓新手，多次來「貓舍」看貓，更自動請纓參與文希洛的救貓行動，被Aaron懷疑他乘機親近文希洛。其後與Sake勾結，綁架文希洛，後反目殺害Sake。因文希洛拒絕表白而企圖殺害，但被Aaron成功阻止，最後因殺害Sake而被警察拘捕。                  |
| 胡子彤              | Sake    | 自稱設計師，表面上為救流浪貓而尋求「貓舍」義工協助，實際背後夜行戴着面具殺貓，「波波」也是遭其毒手。其後與Johnnie勾結，綁架文希洛，後反目被Johnnie殺害。 |
| 陳毅燊 （特別介紹） | Aaron   | 任職「貓舍」，文希洛的下屬，暗戀文希洛。性格衝動，本身是「都市傳說」的狂熱份子，深信被虐殺的貓會變成不散冤魂，才加入義工隊保護文希洛。Johnnie的情敵，懷疑其親近文希洛的目的，後成功阻止Johnnie殺害文希洛。最後他與文希洛合作，用私刑去懲罰虐貓人士。                       |
| 潘藝桐              | Debbie  | |

### 《闇室》
| 演員   | 角色   | 介紹 |
| 林嘉欣 | 心瑤   | 牙科護士，表面個性溫柔﹑軟弱，但實際性格陰險。因童年時母親被虐待而自殺身亡，不信任男人。潘智堯之下屬，被他暗戀及追求，更曾經被他非禮。同時被鄭國軒暗戀及追求。不過心瑤卻痛恨兩人，先殺死潘智堯，再殺死鄭國軒，並為鄭偽造遺書，聲稱自己殺死潘，把殺死潘嫁禍給鄭。 |
| 劉俊謙 | 鄭國軒 | 國軒 法國菜廚師，患有情緒病，得靠藥物抑制病情。心瑤之客戶，暗戀及追求她，想藉著發揮廚藝而吸引她。潘智堯之情敵，被他陷害，故意不用麻醉藥剝牙。不過，卻被心瑤殺死，並偽造遺書，被她嫁禍殺死潘智堯。                                                                |
| 朱栢康 | 潘智堯 | Steve 牙醫，心瑤之上司，暗戀及追求她，更曾經非禮她。鄭國軒之情敵，陷害他，故意不用麻醉藥替他剝牙。最終被心瑤報復殺死。 |
| 蔡浩然 |        | 在行人天橋罵鄭國軒智障及起肢體衝突，被咬去部分耳朵。 |
| 黃錠江 |        | 被上門的清潔女工發現穿著SM（性虐）裝束陳屍單位。 |
| 張滿源 |        | 心瑤之父親，於心瑤年少時虐待其母，其母最後自殺身亡。 |

## 製作
電影於2021年時開始規劃及拍攝，並由曾執導《樹大招風》的金像導演許學文、聯同陳翊恆及黃千殷等三位導演分別執導三個犯罪故事《頭髮》、《貓劫》和《闇室》。
其中導演許學文受訪時透露會著重建構好角色，因為「電影係講緊人嘅故事，搞好嘅都係個角色」。香港電影發展局主席王英偉更透露《失衡凶間之罪與殺》由三位新進導演執導，每個故事都由資深和新進演員配搭，以其出色的演技令觀眾感受到人性陰暗面所帶出的驚慄感覺。
此外，電影公司在上映前發佈《誰是真英雄》的製作花絮，並邀得戲中部分演員率先為心理及處境複雜的眾多角色解密。而據媒體報導，電影其中一個單元故事《頭髮》雖為虛構劇情，但卻是真人真事，與2002年在英國南部城鎮般尼茅夫發生的一宗戀髮癖案相關。

## 發行
電影由寰亞電影發行，於2023年5月8日發布終極預告片，5月16日於尖東K11 Art House上映優先場及於5月23日舉行首映。並於2023年5月25日在香港上映。
馬來西亞定檔於2023年7月27日上映，臺灣則定檔於2023年9月1日上映，由華映娛樂發行，並於2023年8月23日發布臺灣版預告片。

## 迴響

### 票房
《失衡凶間之罪與殺》在2023年5月25日正式上畫。據香港票房有限公司資料，開畫四天，票房為$385,576，位居當週票房第8位。

### 評價
香港影評人協會指出，《失衡凶間之罪與殺》以懸疑罪案片登場，不再以鬼影搖曳的恐怖空間為賣點，只以暗黑的場所「製造」濃烈的懸疑氣氛，沒有鬼，但觸及殘酷的人性，反而比鬼更可怕。故事《頭髮》源於導演許學文對環境精心的佈置，讓其能準確地捉摸角色的神髓，含蓄地展現其鮮為人知的內心世界，呈現與別不同的驚嚇感；故事《貓劫》則起承轉合較接近主流的商業片，但劇本較為四平八穩，一切盡在觀眾的意料之內，沒有帶來驚喜；故事《闇室》在「製造」懸疑氣氛方面卻別具一格，劇本及編劇的細緻鋪排也是《闇》的亮點。與上集《失衡凶間》相比，《罪與殺》在「情節鋪排及承接上皆有符合比例的交接，讓觀眾的期待和期望獲得滿足，亦使大家欽佩創作人營造懸疑氣氛的功力，並對香港的罪案片重拾信心」。

## 備註
1. ↑  截至2023年6月11日

## 外部連結
- 香港影庫上《失衡凶間之罪與殺》的資料（繁體中文）
- 豆瓣电影上《失衡凶間之罪與殺》的資料 （简体中文）
- 互联网电影数据库（IMDb）上《失衡凶間之罪與殺》的资料（英文）